# Saša Tuksar
Saša Tuksar (Čakovec, 12 maggio 1983) è un ex tennista croato, attivo dal 2002 al 2009.
In carriera ha raggiunto la 153ª posizione di singolare nell'agosto 2005, ha partecipato a due edizioni del Roland Garros uscendo entrambe le volte sconfitto al primo turno. L'unico match match a livello ATP conquistato sui nove disputati risale al 2003 quando usufruì del ritiro dello spagnolo Albert Montañés al Croatia Open Umag. Nei circuiti minori vanta un titolo in un torneo futures e due finali challenger

## Statistiche

### Tornei minori

#### Singolare

##### Vittorie (1)
| Legenda tornei minori |
| Challenger (0)        |
| Futures (1)           |

| Numero | Data           | Torneo                   | Superficie | Avversario in finale   | Punteggio |
| 1.     | 21 agosto 2004 | Puncec Memorial, Čakovec | Cemento    | Ferran Ventura-Martell | 6-1, 6-4  |

##### Finali perse (4)
| Legenda tornei minori |
| Challenger (2)        |
| Futures (2)           |

| Numero | Data              | Torneo                                    | Superficie  | Avversario in finale | Punteggio |
| 1.     | 11 maggio 2003    | Algeria Algiers Futures, Algeri           | Terra rossa | Lamine Ouahab        | 4-6, 2-6  |
| 2.     | 22 giugno 2003    | Koper Open, Capodistria                   | Terra rossa | Ladislav Švarc       | 2-6, 4-6  |
| 3.     | 12 settembre 2004 | Alexander Kolyaskin Memorial, Donec'k     | Cemento     | Marco Chiudinelli    | 5-7, 3-6  |
| 4.     | 14 agosto 2005    | San Marino CEPU Open, Città di San Marino | Terra rossa | Juan Antonio Marín   | 2-6, 4-6  |